# Kostel svatého Prokopa (Čestlice)
Kostel svatého Prokopa stojí uprostřed obce Čestlice ve Středočeském kraji. Byl postaven na místě kostela pocházejícího již ze 14. století. Dnes slouží jako farní kostel čestlické farnosti a pravidelné místo setkávání farnosti při bohoslužbách i kulturních akcích. Je chráněn jako kulturní památka České republiky.

## Historie
Podle pověsti byl původní kostel založen na místě, kam chodil svatý Prokop konat bohoslužby při svých cestách ze Sázavy do Prahy. Původně to údajně byl malý kostelík bez věže, s dřevěnou zvonicí nad sakristií. Kamenný gotický kostelík v 19. století kapacitou nepostačoval potřebám místních farníků. Proto byl pojat do novostavby kostela z let 1863 až 1864. Zachoval se z něj pětiboký presbytář s žebrovou klenbou s reliéfem anděla na svorníku, s částí zdiva, které byly po přestavbě přeměněny v kapli panny Marie. Kostel dne 23. října roku 1864 vysvětil arcibiskup pražský, kardinál Bedřich Schwarzenberg. Při této příležitosti byla do cibule pod křížem na vrcholku věže uložena pamětní listina. Během druhé světové války byla z kostela odcizena cínová křtitelnice a také kostelní zvony.

## Popis
Jednolodní kostel s boční kaplí a hranolovou věží na západním průčelí má sedlovou střechu. Loď kostela má plochý dřevěný strop, presbytář má tříboký závěr, v boční kapli je zachována původní gotická křídlová klenba.

### Interiér
Interiér kostela je barokní. Obraz na hlavním oltáři namaloval vídeňský malíř Josef Keszler. Svatý Prokop je vyobrazen v legendární scéně, jak podává pohár vody klečícímu knížeti Oldřichovi. V nástavci oltáře je kopie poutního obrazu Chrudimského svatého Salvátora. Na bočním oltáři na epištolní straně je obraz sv. Antonína, dílo Vojtěcha Hellicha z roku 1864. Od téhož malíře je obraz Panny Marie v boční kapli.

Kazatelna je dřevěná, barokními, s řezanými soškami čtyř evangelistů z 2.čtvrtiny 18. století. 

Uvnitř kostela se také nachází 4 renesanční náhrobky z let 1610-13 příslušníků rodu Mosauru z Valdova, pánů v Dobřejovicích.

### Varhany
Varhany, které se v kostele nachází, byly postaveny v roce 1882 varhanářem Karlem Antonem Eisenhutem. Naposledy byly opraveny dílnou Rejna - Černý roku 1912.

## Bohoslužby
- Středa – 18.00
- Neděle – 8.30

Aktuální časy bohoslužeb jsou vždy k dispozici na stránkách farnosti (viz níže).